# Swing When You’re Winning
Swing When You’re Winning – album Robbie’ego Williamsa z roku 2001.
Album w Polsce uzyskał status złotej płyty.

## Lista utworów
źródło:.
1. „I Will Talk and Hollywood Will Listen” – 3:17
2. „Mack the Knife” – 3:19
3. „Somethin' Stupid” – 2:50 (Robbie Williams & Nicole Kidman)
4. „Do Nothin' Till You Hear from Me” – 2:58
5. „It Was a Very Good Year” – 4:28 (Robbie Williams & Frank Sinatra)
6. „Straighten Up and Fly Right” – 2:36
7. „Well, Did You Evah” – 3:50 (Robbie Williams & Jon Lovitz)
8. „Mr. Bojangles” – 3:17
9. „One for My Baby” – 4:17
10. „Things” – 3:22 (Robbie Williams & Jane Horrocks)
11. „Ain't That a Kick in the Head” – 2:27
12. „They Can't Take That Away from Me” – 3:07 (Robbie Williams & Rupert Everett)
13. „Have You Met Miss Jones?” – 2:34
14. „Me and My Shadow” – 3:16 (Robbie Williams & Jonathan Wilkes)
15. „Beyond the Sea” – 28:14